# Colorado Central
Colorado Central é uma região do estado do Colorado, EUA. A região é lar de grande parte da população do estado e sua geografia é dominada pelas Montanhas Rochosas, com sopés, mesas, cânions, os rios que atravessam a paisagem e as planícies que atravessam a região. Colorado Central pode ser dividido em 2 regiões, conhecidas como: Centro-Norte do Colorado e Centro-Sul do Colorado. As maiores cidades são Denver e Colorado Springs.

## Condados

### Centro-Norte
- Adams
- Arapahoe
- Clear Creek
- Denver
- Gilpin
- Jefferson
- Summit

### Centro-Sul
- Douglas
- El Paso
- Park
- Teller

## Cidades

### Centro-Norte
- Aurora
- Black Hawk
- Central City
- Denver
- Georgetown
- Lakewood

### Centro-Sul
- Castle Rock
- Colorado Springs
- Parker
- Woodland Park